# Holenice
Holenice (en allemand : Holenitz) est une commune du district de Semily, dans la région de Liberec, en République tchèque. Sa population s'élevait à 100 habitants en 2021.

## Géographie
Holenice se trouve à 10 km au sud-sud-ouest de Semily, à 33 km à l'est de Liberec et à 79 km au nord-est de Prague.
La commune est limitée par Rovensko pod Troskami à l'ouest et au nord-ouest, par Veselá au nord, par Lomnice nad Popelkou à l'est, et par Kněžnice et Libuň au sud.

## Histoire
La première mention écrite du village date de 1398.

## Transports
Par la route, Holenice se trouve à 9 km de Lomnice nad Popelkou, à 15 km de Semily, à 43 km de Liberec et à 95 km de Prague.